# Chiesa di San Petronio (Castel Bolognese)
La chiesa di San Petronio è la parrocchiale di Castel Bolognese, in provincia di Ravenna e diocesi di Imola; fa parte del vicariato della Media Pianura.

## Storia
La prima citazione d'una chiesa a Castel Bolognese, fondata probabilmente dai bolognesi vista la dedicazione a san Petronio, risale al 1396; nel 1405 invece è menzionato il rettore, ovvero tale pre' Bartolomeo Scardovi.

Tuttavia, non è accertato se questa chiesa dipendesse direttamente dalla curia di Imola oppure se piuttosto fosse filiale della pieve di Campiano.

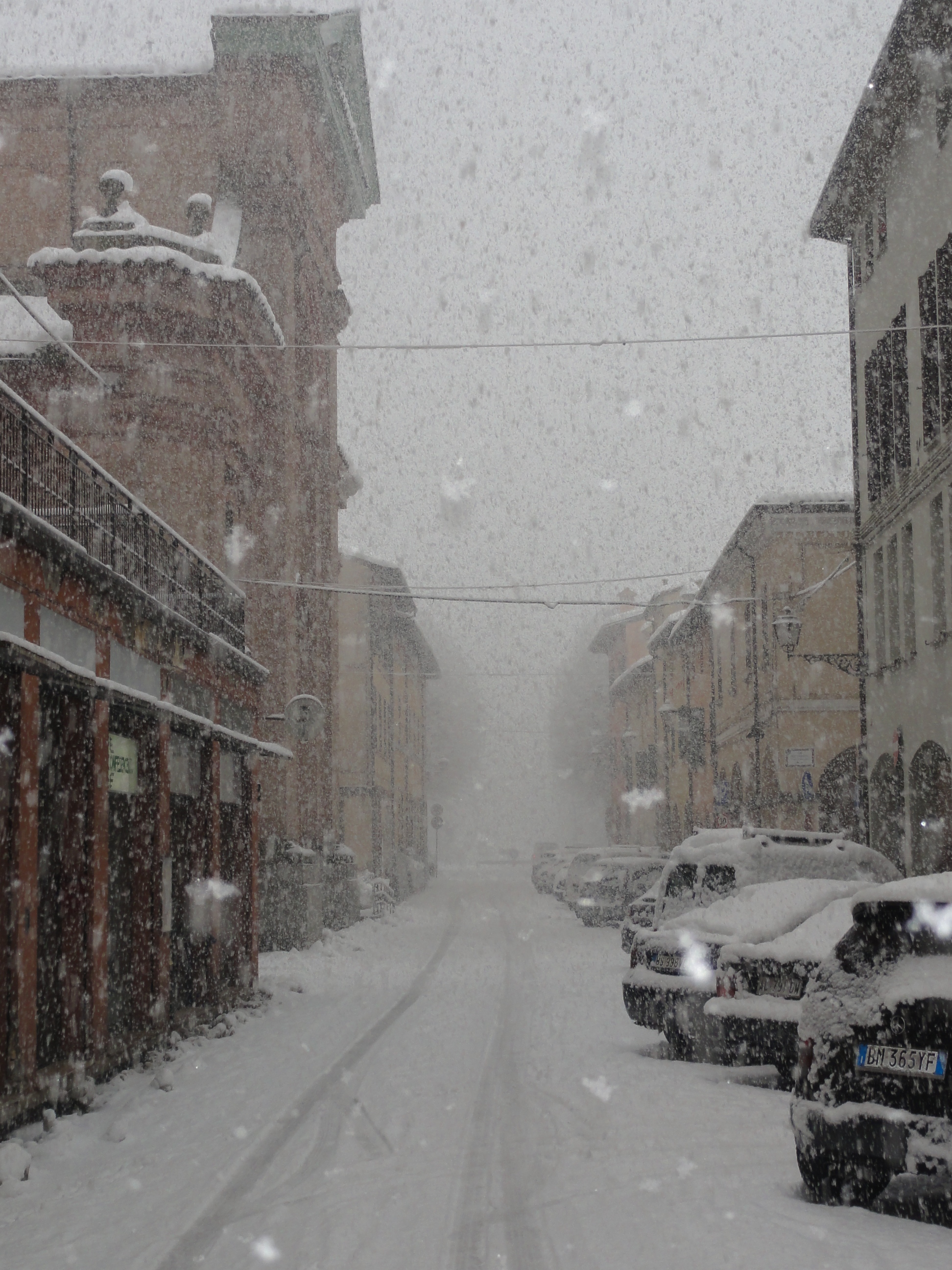
La chiesa e la strada durante una nevicata

Tra la fine del 1427 e l'inizio dell'anno successivo iniziò la ricostruzione della chiesa; anche se nel febbraio del 1428 il capomastro che seguiva i lavori aveva promesso solennemente alla presenza del curato, del podestà e di altre eminenti figure della comunità che l'edificio sarebbe stato terminato entro il marzo successivo, in realtà questi durarono diversi anni, tanto che un decennio dopo, nel 1438, il comune dovette vendere alcuni terreni di sua proprietà per procurarsi i fondi necessari per la realizzazione del campanile.
Questo edificio si componeva di tre navate, separate da sei colonne, coperte da volte e caratterizzate dalla presenza di otto cappelle laterali.

La facciata, che volgeva a occidente, nel 1616 venne ritinteggiata di rosso, mentre sul finire del XVII secolo l'intera chiesa fu restaurata.
La sera del 4 aprile 1781 un disastroso sisma ridusse in macerie buona parte del paese e arrecò alla chiesa serie lesioni; allora, il vescovo di Imola Giovanni Carlo Bandi decise di demolirne ciò che restava per farne sorgere al suo posto una di maggiori dimensioni. Così, il 29 ottobre 1783 venne posta la prima pietra della nuova parrocchiale; l'edificio, progettato da Cosimo Morelli e realizzato dal capomastro Francesco Dalrè, fu portato a termine nel 1786. La consacrazione venne impartita il 2 marzo 1788 dal vescovo Gregorio Barnaba Chiaramonti, futuro Papa Pio VII.

## Descrizione

### Facciata
La facciata della chiesa, rivestita con mattoni a faccia vista, si compone di tre corpi scanditi da paraste d'ordine dorico, il centrale dei quali, coronato dal timpano triangolare, presenta il portale maggiore timpanato e sormontato da una finestra di forma semicircolare inscritta in un grande arco, mentre nelle due ali minori si aprono i due portali secondari, sopra i quali vi sono altrettanti timpani semicircolari e altrettante finestre.

### Interno
L'interno dell'edificio si compone di tre navate, la centrale della quale è coperta da volta a botte, mentre quelle laterali, suddivise in tre campate e sulle quali si affacciano altrettante cappelle, sono voltate a vela.
Opere di pregio qui conservate sono la statua avente come soggetto Santa Teresa del Bambino Gesù, donata nel 1925 da Maddalena Gottarelli, l'immagine della Beata Vergine Maria che abbraccia Gesù, l'altare maggiore, risalente al 1786, le quindici tavole ritraenti i Misteri del Rosario, la statua del Sacro Cuore di Gesù, scolpita all'inizio del XX secolo da Gioacchino Meluzzi, il cinquecentesco fonte battesimale, la pala raffigurante i Santi Emidio e Domenico, eseguita nel XVIII secolo da Benedetto dal Buono , i due quadri di San Francesco di Paola e di San Giovanni Bosco, il quadro con soggetto San Petronio, dipinto nel 1786 da Angelo Gottarelli, la Via Crucis, risalente al 1779, e la statua di San Petronio, donata nel 1877 da papa Pio IX.
Sulla cantoria alla destra del presbiterio si trova l'organo a canne, costruito dai Fratelli Ruffatti nel 1979-1980; a trasmissione meccanica, dispone di 15 registri su due manuali e pedale.